# 法布里齐奥·拉瓦内利
法比奧·拉雲拿利（Fabrizio Ravanelli，1968年12月11日 - ），意大利人，前职业足球運動員，司职前鋒，有「白头佬」之稱。

## 生平
出身於意大利中部城鎮佩魯賈的拉雲拿利早年是在家鄉球會打起，曾轉會到多家低組別球會。至1992年轉會至意大利班霸祖雲達斯，拉雲拿利才嶄露頭角。由於他總是以白色頭髮示人，故「銀狐」之名不脛而走。在祖雲達斯期間他贏得了一屆歐洲足協杯(1992-93)、一屆意甲聯賽冠軍(1994-95)，並於1996年贏得歐洲聯賽冠軍杯。
其後拉雲拿利轉到英國發展，起先他效力英超下游球會米德尔斯堡，乃當時球會薪金數一數二的球星。不過不幸的是雖然拉雲拿利貴為英超入球量高的球員，但米杜士堡卻在他加盟後第二年降級收場。事後拉雲拿利公開批評米杜士堡根本沒良好的訓練設施，沒資格成為英超一分子。其後他轉到法甲效力馬賽，打了兩年；之後再回到意大利效力首都球會拉素，不過只能擔任後備。
2001年他回到英超加盟另一支下游球會德比郡，力求爭取上陣機會，可是打比郡隨後降級收場。之後拉雲拿利不但未能即時離開，還因球會財政困難而被欠薪，直到現在依然未能全數付足。2003年轉投蘇超的登地，但半年後被會方終止合同。結果拉雲拿利重返母會直至退役。
現時他是意大利一電視台的評述員。曾執教祖雲達斯青年隊及法甲阿雅克肖。

## 外部連結
- 拉雲拿利個人網站 （页面存档备份，存于）